# Ситников, Григорий Иванович

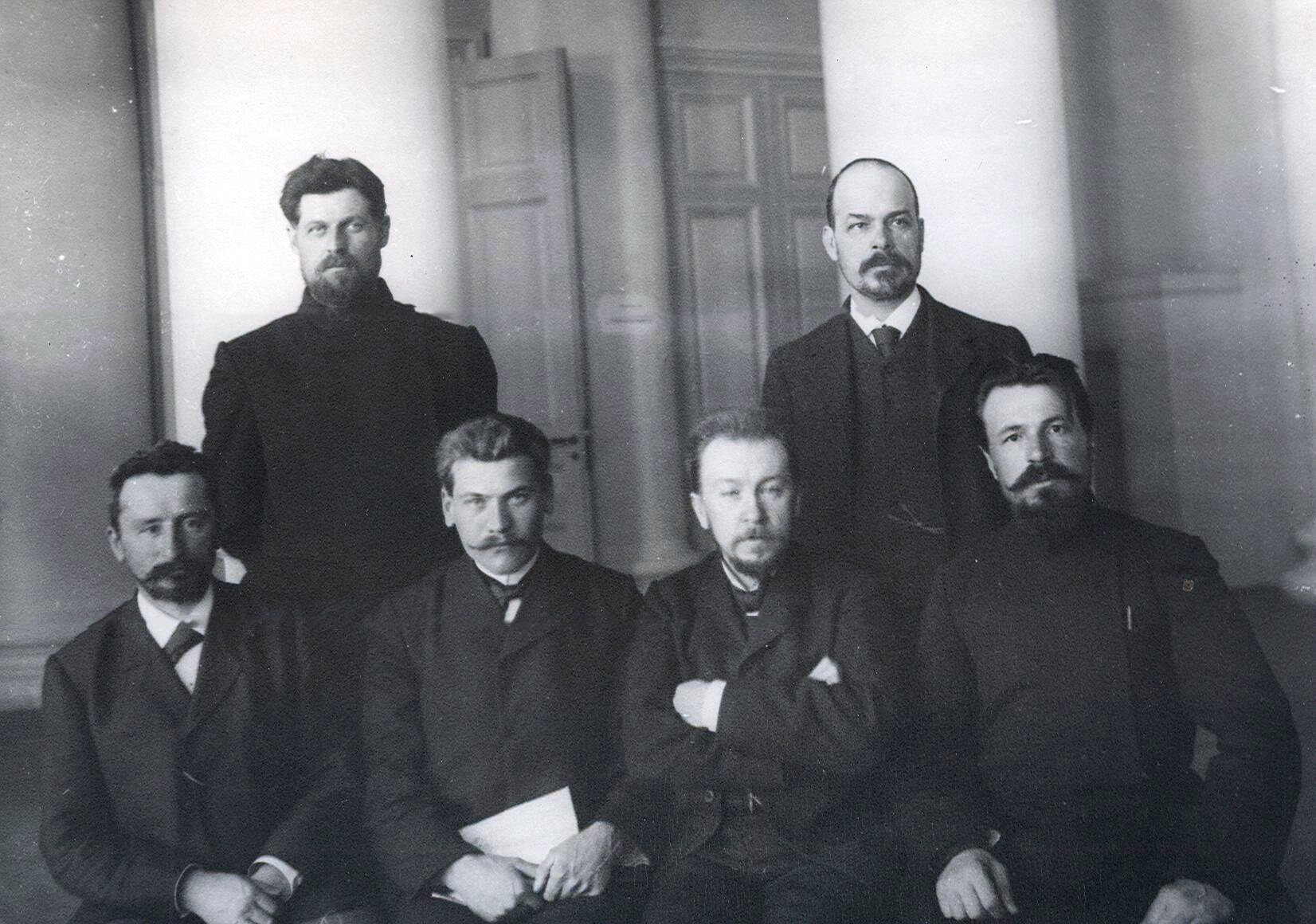
Депутаты 2-й Государственной Думы от Владимирской губернии, слева направо, сидят : К. К. Черносвитов, Н. А. Жиделёв, Н. М. Иорданский, Ф. П. Герасимов; стоят — Г. И. Ситников и А. О. Горев.

Григорий Иванович Ситников (1869 — ?) — крестьянин, депутат Государственной думы II созыва от Владимирской губернии.

## Биография
Крестьянин села Красное Гороховецкого уезда Владимирской губернии. Имел лишь начальное образование. На момент выборов в Думу в политических партиях не состоял. Занимался земледелием на наделе.
6 февраля 1907 года был избран в Государственную думу II созыва от съезда уполномоченных от волостей. По одним сведениям, вошёл в состав Трудовой группы и фракции Крестьянского союза, по другим — в Конституционно-демократическую фракцию. В думские комиссии не входил, в прениях общих заседаний Государственной Думы не участвовал.
Дальнейшая судьба и дата смерти неизвестны.

### Архивы
- Российский государственный исторический архив]. Фонд 1278. Опись 1 (2-й созыв). Дело 532. Лист 4.